# Schmachthagen (Stepenitztal)
Schmachthagen ist ein Ortsteil der Gemeinde Stepenitztal im Landkreis Nordwestmecklenburg, Mecklenburg-Vorpommern. Die Gemeinde gehört zum Amt Grevesmühlen-Land, das eine Verwaltungsgemeinschaft mit der Stadt Grevesmühlen bildet und dort auch seinen Verwaltungssitz hat. Das Dorf Schmachthagen entstand als Siedlung um das Gutshaus Schmachthagen.

## Sehenswürdigkeiten
Ein markantes Bauwerk ist das Gutshaus Schmachthagen, das im Rahmen der MittsommerRemise – dem Festival der Gutshäuser Mecklenburg-Vorpommern – besichtigt werden kann.
Laut Daten von 2015 hat Schmachthagen eine Fläche von 0,132 km² und eine Bevölkerung von 46 Einwohnern, was einer Bevölkerungsdichte von 348,5 Einwohnern pro km² entspricht. Seit 2015 dürfte die Zahl aufgrund von vermehrtem Neubau jedoch gestiegen sein. 

## Umgebung
Schmachthagen liegt im Tal der Stepenitz und ist von weiteren Ortsteilen wie Roxin, Neu Greschendorf und Mallentin umgeben. Die Stadt Grevesmühlen liegt 5 Kilometer östlich, die Stadt Lübeck ca. 25 Kilometer westlich.